# 128P/Shoemaker–Holt
128P/Shoemaker–Holt, també anomenat com a Shoemaker-Holt 1, és un cometa periòdic en el sistema solar. El cometa va passar prop de Júpiter el 1982 i va ser descobert el 1987.
El nucli es va dividir en dues peces (A+B) durant l'aparició de 1997. El fragment A es va observar per última vegada el 1996 i només té un arc d'observació de 79 dies. Es calcula que el fragment B és de 4,6 km de diàmetre.